# Нематеријално културно наслеђе
Нематеријално културно наслеђе, нематеријално културно добро или нематеријална културна баштина, по дефиницији УНЕСКО-а, представља праксу, презентацију, изражавање, као и удружена знања и неопходне вештине, које заједнице, групе, и у неким случајевима, појединци препознају као део свог културног наслеђа.

## Опште информације
Нематеријално културно наслеђе, које се понекад назива и жива културна баштина, манифестује се, између осталог, у следећим областима: 
- усмена традиција и језик,
- сценска уметност, друштвена пракса,
- ритуали и празници,
- знање и примена знања о природи и универзуму,
- традиционална уметност.

Преношено с генерације на генерацију, константно обнављана у друштвеним заједницама и групама, као реакција на околину, као интеракција с природом и историјским условима постојања, нематеријално културно наслеђе изазива осећај идентитета и континуитета.
Посебан значај овог наслеђа огледа се у томе што се оно ексклузивно не  везује за својство староседелачких култура  или  мање  развијених заједница и мањина у развијенијим друштвима. Већ оно  доприноси осећању припадности  појединца  како  заједници  из  које  потиче,  тако  и човечанству  уопште, јер повезује људску  прошлост, садашњост  и будућност у јединствени низ.
Нематеријално културно наслеђе је урбано исто толико колико је и рурално.
УНЕСКО идентификује пет области у којима се манифестује нематеријална (жива) културна баштина и то:
1. усмену традицију и језик.
2. сценску  (извођачку)  уметност  (музику,  игру,  плес  и разноврсне  инсценације/сценографију,  попут  етнотеатра, пантомиме или позоришта).
3. друштвену праксу, ритуале и празнике (обичаје, веровања, митове, светковине).
4. знања и вештине везане за природу и универзум (практична знања  о  природи,  лековитом  биљу,  народној  медицини, паганске народне календаре).
5. традиционалну уметност (занати, рукотворине).

Треба напоменути да појединачни израз нематеријалног наслеђа не може да се сведе на  једну област како је то напред наведено, већ једно наслеђе истовремено спада у неколико области.

## Материјално и нематеријално наслеђе
Елементи, у садржају материјалног наслеђа стално се преплићу са нематеријалним  елементима, и  обрнуто, а нематеријалну баштину прате  и чине материјални предмети који су њен продукт. А како свако  материјално  добро  има  историју, поруку,  контекст,  амбијент  који  су  део материјалног  наслеђа; креативност,  митологију,  веровања,  усмену  историју,  традиционалне занатске вештине, то исто има и нематеријално наслеђе.

Према томе треба имати у виду да нематеријално наслеђе не представља крајњи производ, већ цео процес, сва знања и вештине, укључене у процес стварања крајњег производа, као и процес преношења тих знања.

## Значај
Значај нематеријалног културног наслеђа је у томе што је, важан  чинилац  у  очувању  светске  културне разноликости, који промовише, одржава и развија културни диверзитет и људску креативност.
Разумевање неопипљивог културног наслеђа различитих заједница  олакшава интеркултурни  дијалог  и  подстиче  међусобно поштовање  других начина живота. Значај ове  културне баштине се огледа и у самој културној манифестацији али и у богатству знања и вештина које се преносе кроз генерације.
Ако се неки обичај не упражњава и одржава, или га чак више и нема у колективном сећању, он престаје да буде део нематеријалног културног наслеђа, као нечега што је живо.

### Туристички значај
Светска туристичка организација сматра да је туризам изузетно значајан за нематеријално културно наслеђе, јер кроз  свој  развој он истовремено доприноси  идентификацији,  заштити  и  очувању  нематеријалног културног наслеђа.
Коришћење  овог  „живог“  наслеђа  у  туристичке сврхе може да пружи и могућност запошљавања, допринеси  смањењу сиромаштва, спречава миграције из руралних крајева, нарочито младих и незапослених, и допринесе  неговању  осећаја  поноса  међу заједницама.

## Галерија слика нематеријалног културног наслеђа човечанства
- Змијањски вез, Република Српска
- Коњичко дрворезбарство, Босна и Херцеговина
- Израда лицидарских колача, Хрватска
- Чипровски тепих, Бугарска
- Уметност израде и свирања на каманчеу, Азербејџан и Иран
- Изградња ленџ бродова и пловидба, Иран